# Víctor Dávila
Víctor Alejandro Dávila Zavala, noto semplicemente come Víctor Dávila (Iquique, 4 novembre 1997), è un calciatore cileno, centrocampista dell'América e della nazionale cilena.

## Caratteristiche tecniche
È un centrocampista offensivo.

## Carriera

### Club
Cresciuto nel settore giovanile dell'Huachipato, ha esordito in prima squadra il 1º giugno 2014 in occasione del match di Copa Chile pareggiato 0-0 contro il Lota Schwager.
Nel luglio 2017 è stato ceduto al Necaxa.
Il 21 agosto 2023 viene acquistato dal CSKA Mosca.
Il 15 settembre 2024 viene acquistato dall'América.

### Nazionale
Il 12 ottobre 2018 ha esordito con la nazionale cilena disputando l'amichevole persa 3-0 contro il Perù.
Il 22 marzo 2024 realizza il suo primo gol per la massima selezione cilena nell'amichevole vinta 3-0 contro l'Albania.

## Statistiche

### Cronologia presenze e reti in nazionale
| Cronologia completa delle presenze e delle reti in nazionale ― Cile | Cronologia completa delle presenze e delle reti in nazionale ― Cile | Cronologia completa delle presenze e delle reti in nazionale ― Cile | Cronologia completa delle presenze e delle reti in nazionale ― Cile | Cronologia completa delle presenze e delle reti in nazionale ― Cile | Cronologia completa delle presenze e delle reti in nazionale ― Cile | Cronologia completa delle presenze e delle reti in nazionale ― Cile | Cronologia completa delle presenze e delle reti in nazionale ― Cile |
| Data                                                                | Città                                                               | In casa                                                             | Risultato                                                           | Ospiti                                                              | Competizione                                                        | Reti                                                                | Note                                                                |
| ------------------------------------------------------------------- | ------------------------------------------------------------------- | ------------------------------------------------------------------- | ------------------------------------------------------------------- | ------------------------------------------------------------------- | ------------------------------------------------------------------- | ------------------------------------------------------------------- | ------------------------------------------------------------------- |
| 12-10-2018                                                          | Miami Gardens                                                       | Perù                                                                | 3 – 0                                                               | Cile                                                                | Amichevole                                                          | -                                                                   | 61’                                                                 |
| 8-10-2020                                                           | Montevideo                                                          | Uruguay                                                             | 2 – 1                                                               | Cile                                                                | Qual. Mondiali 2022                                                 | -                                                                   | 76’                                                                 |
| 27-1-2022                                                           | Calama                                                              | Cile                                                                | 1 – 2                                                               | Argentina                                                           | Qual. Mondiali 2022                                                 | -                                                                   |                                                                     |
| 11-6-2023                                                           | Concepción                                                          | Cile                                                                | 3 – 0                                                               | Cuba                                                                | Amichevole                                                          | -                                                                   | 90+3’                                                               |
| 16-6-2023                                                           | Viña del Mar                                                        | Cile                                                                | 5 – 0                                                               | Rep. Dominicana                                                     | Amichevole                                                          | -                                                                   | 81’                                                                 |
| 17-10-2023                                                          | Maturín                                                             | Venezuela                                                           | 3 – 0                                                               | Cile                                                                | Qual. Mondiali 2026                                                 | -                                                                   | 68’                                                                 |
| 16-11-2023                                                          | Santiago del Cile                                                   | Cile                                                                | 0 – 0                                                               | Paraguay                                                            | Qual. Mondiali 2026                                                 | -                                                                   | 78’                                                                 |
| 21-11-2023                                                          | Quito                                                               | Ecuador                                                             | 1 – 0                                                               | Cile                                                                | Qual. Mondiali 2026                                                 | -                                                                   | 55’                                                                 |
| 22-3-2024                                                           | Parma                                                               | Albania                                                             | 0 – 3                                                               | Cile                                                                | Amichevole                                                          | 1                                                                   |                                                                     |
| 11-6-2024                                                           | Santiago del Cile                                                   | Cile                                                                | 3 – 0                                                               | Paraguay                                                            | Amichevole                                                          | 2                                                                   |                                                                     |
| 21-6-2024                                                           | Arlington                                                           | Perù                                                                | 0 – 0                                                               | Cile                                                                | Coppa America 2024 - 1º turno                                       | -                                                                   | 47’ 65’                                                             |
| 25-6-2024                                                           | East Rutherford                                                     | Cile                                                                | 0 – 1                                                               | Argentina                                                           | Coppa America 2024 - 1º turno                                       | -                                                                   |                                                                     |
| 29-6-2024                                                           | Orlando                                                             | Canada                                                              | 0 – 0                                                               | Cile                                                                | Coppa America 2024 - 1º turno                                       | -                                                                   | 77’                                                                 |
| 5-9-2024                                                            | Buenos Aires                                                        | Argentina                                                           | 3 – 0                                                               | Cile                                                                | Qual. Mondiali 2026                                                 | -                                                                   | 61’                                                                 |
| 10-9-2024                                                           | Santiago del Cile                                                   | Cile                                                                | 1 – 2                                                               | Bolivia                                                             | Qual. Mondiali 2026                                                 | -                                                                   | 60’                                                                 |
| 15-10-2024                                                          | Barranquilla                                                        | Colombia                                                            | 4 – 0                                                               | Cile                                                                | Qual. Mondiali 2026                                                 | -                                                                   |                                                                     |
| 5-6-2025                                                            | Santiago del Cile                                                   | Cile                                                                | 0 – 1                                                               | Argentina                                                           | Qual. Mondiali 2026                                                 | -                                                                   | 87’                                                                 |
| 10-6-2025                                                           | El Alto                                                             | Bolivia                                                             | 2 – 0                                                               | Cile                                                                | Qual. Mondiali 2026                                                 | -                                                                   | 46’ 70’                                                             |
| Totale                                                              |                                                                     | Presenze                                                            | 18                                                                  |                                                                     | Reti                                                                | 3                                                                   |                                                                     |

## Palmarès

### Club

#### Competizioni nazionali
- Copa Mexico: 1

Necaxa: 2017-2018
- Supercopa MX: 1

Necaxa: 2018
- Campionato messicano: 1

América: Apertura 2024

#### Competizioni internazionali
- Leagues Cup: 1

León: 2021
- CONCACAF Champions League: 1

León: 2023
- Campeones Cup: 1

América: 2024

### Individuale
- Miglior giocatore della CONCACAF Champions League: 1

2023
- Squadra della stagione della CONCACAF Champions League: 1

2023